# 鍵空富燒
鍵空富燒（日语：／ Kagisora Tomiyaki，3月3日—），日本漫畫家。在同人圈「子旅再生」中，其名字寫作。

## 作品列表

### 連載
- 神嫁（日语：カミヨメ）（史克威爾艾尼克斯《月刊GANGAN JOKER》2011年1月號—12月號，全2冊）
- TARI TARI（原作：EVERGREEN，史克威爾艾尼克斯《月刊GANGAN JOKER》2012年6月號[1]—11月號，全2冊）
- 幻想玩偶 ～鏡之序曲～（原作：幻想玩偶計劃，Media Factory《月刊Comic Alive》2013年7月號—11月號，全1冊）
- Happy Sugar Life（史克威爾艾尼克斯《月刊GANGAN JOKER》2015年6月號[2]—2019年7月號[3]、2019年10月號—2020年2月號，全11冊）
- 戀愛自滅人偶 學生會長戀愛中（史克威爾艾尼克斯《月刊GANGAN JOKER》2021年12月號[4]—2024年3月號[5]，全4冊）

### 短篇
- （芳文社《Manga Time Kirara Forward》2009年3月號發表）
- （芳文社《Manga Time Kirara Forward》2009年5月號發表）
- （原案：Last Note.，ASCII Media Works《web COMIC@LOID》VOL.0[6]）
- （史克威爾艾尼克斯《月刊GANGAN JOKER》2014年9月號發表：收錄於《Happy Sugar Life》單行本第2冊）
- （Media Factory《月刊Comic Alive》2015年2月號發表）
- （芳文社《Manga Time Kirara MAX》2016年2月號、3月號發表）
- （秋田書店《Mystery Bonita》2017年8月號發表[7]）
- （史克威爾艾尼克斯《月刊GANGAN JOKER》2021年1月號發表）
- （新潮社《Kurage BUNCH（日语：月刊コミックバンチ）》2024年3月29日公開）

### 選集
- 刀劍神域 官方4格漫畫選集（原作：川原礫，〈電擊ComicsEX〉）
- 我的朋友很少 官方漫畫選集3（原作：平讀，〈MF Comics Alive（日语：MFコミックス）〉系列）
- 青春VOCALOID組曲 VOCALOID COMIC SELECTION（日语：COMIC@LOID）（〈電擊ComicsNEXT〉）
- 請問您今天要來點兔子嗎？ 漫畫選集2（原作：Koi，〈Manga Time KR Comics〉）
- 狂賭之淵萬 狂賭之淵官方漫畫選集（原作：河本焰、尚村透，〈GANGAN COMICS JOKER〉）
- 我女友與青梅竹馬的慘烈修羅場 漫畫選集3（原作：裕時悠示，〈MF Comic Alive〉，2013年1月[8]）
- 斷裁分離的罪惡之剪 選集（原作：緋鍵龍彥，〈MF Comic Alive〉，2013年5月[9]）
- 悠悠哉哉少女日和 官方選集（原作：Atto，〈MF Comic Alive〉，2014年1月[10]）

### 其它
- 昆布裙帶菜（日语：昆布わかめ）《賈希大人不氣餒！》第7冊特別版小冊子（2021年7月20日發行[11]）—插圖貢獻[11]

## 外部連結
- 子旅再生 （日語）—鍵空富燒的官方個人網站。
- 鍵空富燒的X（前Twitter） （日語）